# Lonchocarpus boliviensis
Lonchocarpus boliviensis är en ärtväxtart som beskrevs av Henri François Pittier. Lonchocarpus boliviensis ingår i släktet Lonchocarpus och familjen ärtväxter. Inga underarter finns listade i Catalogue of Life.